# Lobodromia annulicornis
Lobodromia annulicornis är en kackerlacksart som först beskrevs av Henri Saussure och Leo Zehntner 1893.  Lobodromia annulicornis ingår i släktet Lobodromia och familjen småkackerlackor. Inga underarter finns listade i Catalogue of Life.